# Falcipennis canadensis
El gallo canadiense o urogallo de Canadá (Falcipennis canadensis), es una especie de ave galliforme de la familia de los Phasianidae propia de América del Norte. Es un ave de tamaño mediano estrechamente asociada con los bosques de coníferas boreales o taiga. Es uno de los urogallos más arborícolas, bastante bien adaptado para moverse y posarse en los árboles. Está presente en Quebec y su nombre en francés es "tétras du Canada."

## Distribución y hábitat
Se puede encontrar en todo Canadá. En los Estados Unidos está presente en Alaska, Maine, el norte Míchigan, el noreste de Minnesota y los bosques de coníferas de Montana, Idaho y Washington.
Esta ave siempre está asociada a los bosques dominados por coníferas, ya sea pinos, o abetos. Pueden ser encontrados en verano cerca de sotobosques ricos en arbustos de arándanos y otros, y en invierno prefieren bosques más densos.

## Subespecies
Se reconocen seis subespecies de esta ave:
- F. c. atratus (Grinnell, 1910)
- F. c. canace (Linnaeus, 1766)
- F. c. canadensis (Linnaeus, 1758)
- F. c. franklinii (Douglas, 1829)
- F. c. torridus (Uttal, 1939)
- F. c. osgoodi (Bishop, 1900)